# Check Point
La Check Point Software Technologies Ltd. (in ebraico צ'ק פוינט טכנולוגיות תוכנה בע"מ‎?) è un'azienda israeliana produttrice di dispositivi di rete e software, specializzata in prodotti relativi alla sicurezza quali firewall e VPN. 
I centri di sviluppo della Check Point sono dislocati in Israele ed in Bielorussia; ha uffici a Redwood City, California, e nell'area di Dallas. A causa della massiccia presenza della società negli Stati Uniti, la Check Point si autodefinisce società binazionale.
Nel 2004 ha acquisito la Zone Labs, azienda produttrice del firewall ZoneAlarm.
Check Point compete nell'industria degli AntiVirus contro Avira, F-Secure, McAfee, Panda Security, Sophos e Symantec tra gli altri.